# Go Gone
"Go Gone" foi o terceiro e último single lançado pela cantora/rapper britânica Estelle para seu álbum de estúdio de estreia The 18th Day. "Go Gone" foi remixado por Lenny Kravitz em Los Angeles.
O single "Go Gone" foi lançado em 29 de março de 2005 e apenas conseguiu a posição de número 32 no UK Singles Chart.

## Videoclip
O vídeo da música de "Go Gone" foi inspirado em Tina Turner e conta com a participação do comediante britânico Mark Lamarr, que apresenta Estelle no começo do vídeo.

## Formatos e faixas
CD 1 (Reino Unido)
1. "Go Gone" (single)
2. "Go Gone" (EB Get Down remix)

CD 2 (Reino Unido)
1. "Go Gone" (single)
2. "Go Gone" (Rough Diamond remix)
3. "Go Gone" (Soul Central remix)
4. "Go Gone" (EB Get Down remix)
5. "Go Gone" (vídeo)

Vinil (Reino Unido)
Lado A
1. "Go Gone" (single)
2. "Go Gone" (EB Get Down remix)

Lado B
1. "Go Gone" (Soul Central remix)
2. "Go Gone" (Rough Diamond remix)

## Desempenho nas paradas
| Paradas (2005)                 | Melhor posição | Ref   |
| ------------------------------ | -------------- | ----- |
| Reino Unido - UK Singles Chart | 32             | [ 1 ] |